# Goniothalamus albiflorus
Goniothalamus albiflorus este o specie de plante din genul Goniothalamus, familia Annonaceae, descrisă de Nguyên Tiên Bân. Conform Catalogue of Life specia Goniothalamus albiflorus nu are subspecii cunoscute.